# Cantó d'Arles

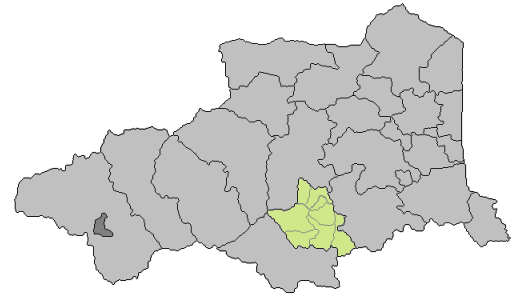

El cantó d'Arles és una divisió administrativa francesa, situada a la Catalunya Nord, al departament dels Pirineus Orientals. El cantó d'Arles està compost per 8 municipis del Vallespir i del Rosselló:
- Del Vallespir:
  - els Banys d'Arles
  - Arles (capital del cantó)
  - Montferrer
  - Cortsaví
  - Montboló
- Del Rosselló:
  - la Bastida
  - Sant Marçal
  - Teulís

Tots ells estan integrats en la Comunitat de Comunes de l'Alt Vallespir

## Història
El cantó d'Arles fou creat en 1790 i aleshores comprenia les comunes d'Arles, Els Banys i Palaldà, La Bastida, Montalbà dels Banys, Montboló, Palaldà, Sant Marçal i Teulís.
Li foren integrades les comunes de Cortsaví i Montferrer en 1793 que pertanyien al cantó de Prats de Molló i comprenia aleshores 10 comunes.
El nombre de comunes es va reduir a nou el 1942, quan s'uniren Palaldà i Els Banys, i quan Montalbà dels Banys es va integrar a Els Banys i Palaldà el 1962.
En la nova divisió administrativa del 2014, aquest cantó va ser suprimit, i les seves comunes s'integraren en el cantó del Canigó, amb capitalitat als Banys d'Arles.

## Consellers generals
| Data d'elecció          | Identitat        | Partit                         | Qualitat                                                                                              |
| ----------------------- | ---------------- | ------------------------------ | --- |
| 1870-1871               | Joseph Julia     |                                | Maire d'Arles (1865-1870)                                                                             |
| 1871-1874               | Jean Forné       |                                | Maire d'Els Banys i Palaldà Diputat (1878-1885)                                                       |
| 1874-1880               | Joseph Julia     |                                | Maire d'Arles (1874-1876)                                                                             |
| 1880-1886               | Jules Deit       | Republicà                      | Maire de Cortsaví                                                                                     |
| 1886 - 1910             | Paul Pujade      | Rad.                           | maire d'Els Banys i Palaldà (1883-1913) Diputat (1906-1914 i 1915-1919) President del Consell General |
| 1910 - 1914             | Jean Vilar       | Rad.                           | maire d'Arles (1908-1914)                                                                             |
| 1914 - 1940 1945 - 1967 | Baptiste Pams    | SFIO                           | Alcalde d'Arles (1914-1940) i (1944-1967)                                                             |
| 1967 - 2001             | Jacqueline Alduy | SFIO, després DVG, després UDF | Senadora (1982-1983 alcaldessa d'Els Banys i Palaldà                                                  |
| 2001 - 2015             | Alexandre Raynal | PS                             | Maire d'Els Banys i Palaldà                                                                           |